# Joachim Rump
Joachim Rump (* 26. Februar 1686 in Lübeck; † 8. Juni 1749 ebenda) war ein Kaufmann und Ratsherr der Hansestadt Lübeck.

## Leben
Joachim Rump war Sohn des Lübecker Brauers Rump. Sein (namensgebender) Großvater Joachim Rump war Mitglied der Kaufleutekorporation der Lübecker Bergenfahrer gewesen. Er besuchte das Katharineum zu Lübeck bis zur Sekunda. Joachim Rump wurde sodann 1701 in die kaufmännische Lehre nach Riga geschickt und eignete sich danach zwei Jahre bei einem polnischen Geistlichen die polnische Sprache an, um später Handel mit Polen treiben zu können. Nach seiner Rückkehr nach Lübeck trat er in das Handelsgeschäft des Kaufmanns Johann Zitschy, eines Onkels mütterlicherseits, ein. Seine Handelspartner fand er in Dänemark und Livland. Als Kaufmann  war er Mitglied der Lübecker Schonenfahrer. Auf entsprechenden Vorschlag aus deren Reihen wurde er 1732 in den Rat der Stadt erwählt. In seine Amtszeit als Ratsherr fällt die von der Bürgerschaft erzwungene Selbstergänzung des Lübecker Rates 1739.